# Íróbarátaim

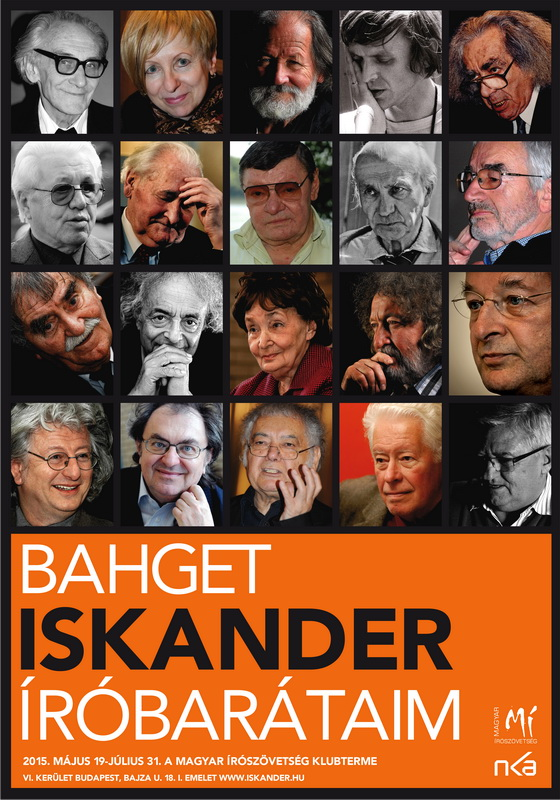
A Magyar Írószövetségben megtartott tárlat plakátja (Vekerdi László, Dobozi Eszter, Buda Ferenc, Lezsák Sándor, Faludy György, Sütő András, Kányádi Sándor, Gion Nándor, Illyés Gyula, Bodor Ádám, Juhász Ferenc, Adonis, Szabó Magda, Zalán Tibor, Nádas Péter, Esterházy Péter, Pintér Lajos, Csoóri Sándor, Ferdinandy György és Füzi László)

Az Íróbarátaim című kiállításon Bahget Iskander szír származású fotóművész, híres magyar írókról és költőkről készült fényképeit mutatja be, köztük a művész a történelmi lakiteleki írótalálkozón készített képeit is.

## Kiállítások

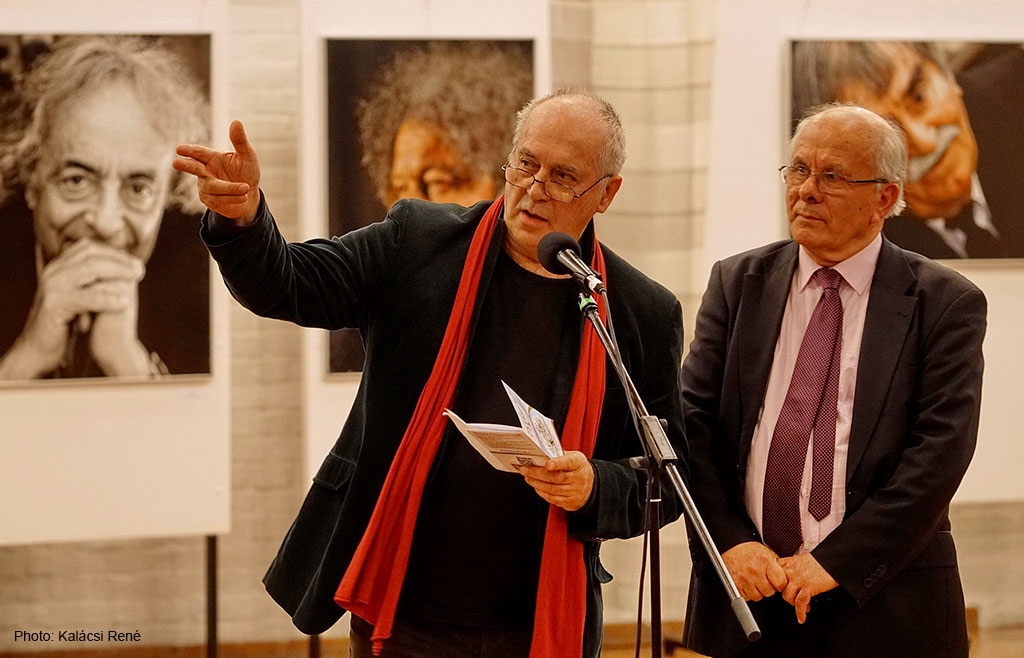
Eifert János és Bahget Iskander a gyöngyösi kiállítás megnyitóján (Kalácsi René felvétele), a háttérben látható képeken Adonis, Zalán Tibor és Juhász Ferenc látható

2015. május 19-étől július 31-ig a Magyar Írószövetség klubtermében volt látható. A tárlaton Szentmártoni János, a Magyar Írószövetség elnöke köszöntötte a vendégeket, magát a kiállítást pedig Zalán Tibor nyitotta meg. A megnyitón, amelyen több jeles művész is megjelent, több, Magyarországon akkreditált nagykövetség mellett Szaud-Arábia diplomatái, és a Budapesten élő arab közösség képviselői is képviseltették magukat.
A kiállítás a Múzeumok Éjszakájának keretén belül is látogatható volt.
Gyöngyösön a mÉrték rendezvénysorozatot a kiállítással indították el. 2017. január 6-án a kiállítást Eifert János nyitotta meg a Gyöngyök Mátra Művelődési Házban. Köszöntőbeszédében elmondta, hogy „Bahget Iskander különös és különleges pályaívet rajzolt fotográfiai tevékenységével.” Eifert után pedig Hiesz György polgármester mondott köszöntőt. A tárlaton 24 darab 70×100-as és 70×50-es méretű kép lett kiállítva, amelyen többek között Illyés Gyula, Juhász Ferenc, Faludy György, Buda Ferenc, Kányádi Sándor, Sütő András, Gion Nándor, Esterházy Péter, Diószegi Balázs, Tóth Menyhért, Szőcs Géza, Szabó Magda, Szentmártoni János, Zalán Tibor, portréi láthatóak, de szintén szerepelnek az 1978-as lakiteleki fiatal írók találkozóján készült képek is. Magát az eseményt több fotóművész is megörökítette, köztük Jakab Tibor, Herbst Rudolf, Erdélyi József, Kalácsi René és Szántó Edit. A kiállítás január 26-ig volt látogatható.
A megnyitókat zenével tették hangulatosabbá. A Magyar Írószövetség klubtermében Tallián Mariann hegedűművész, míg Gyöngyösön Márkus Liza énekes és Kerek Norbert zongoraművész játéka töltötte be ezt a szerepet.

## A kiállítás képeiből

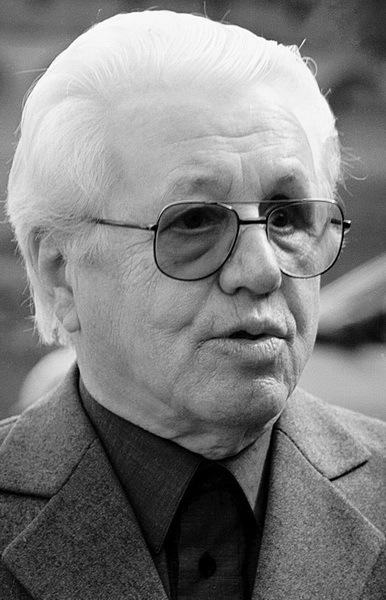
Sütő András
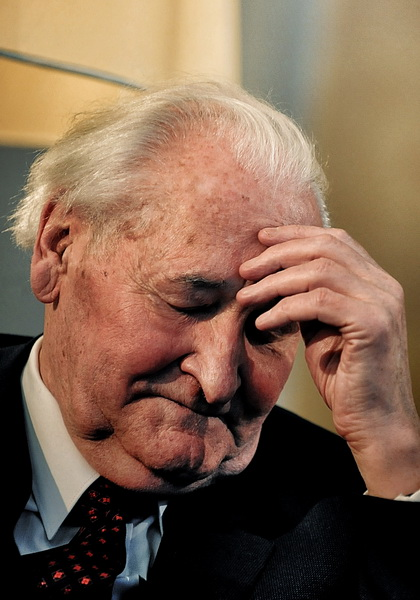
Kányádi Sándor
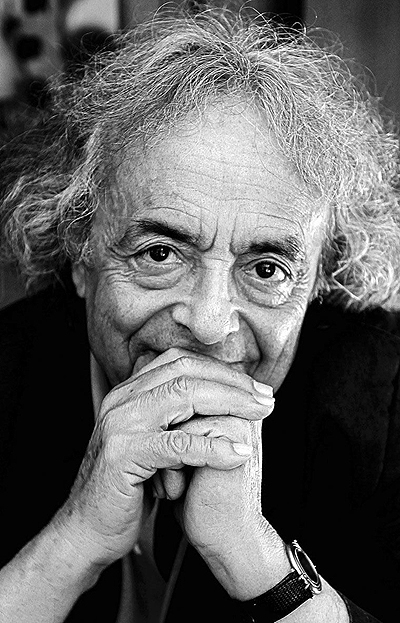
Adonis
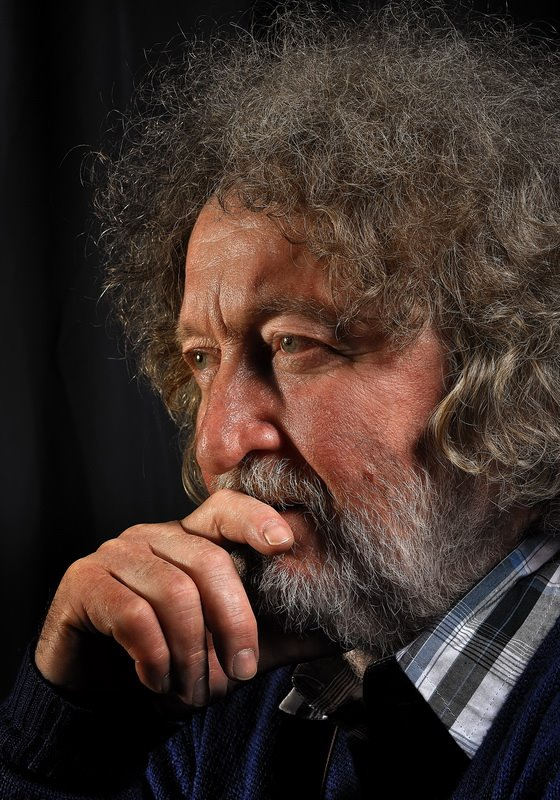
Zalán Tibor
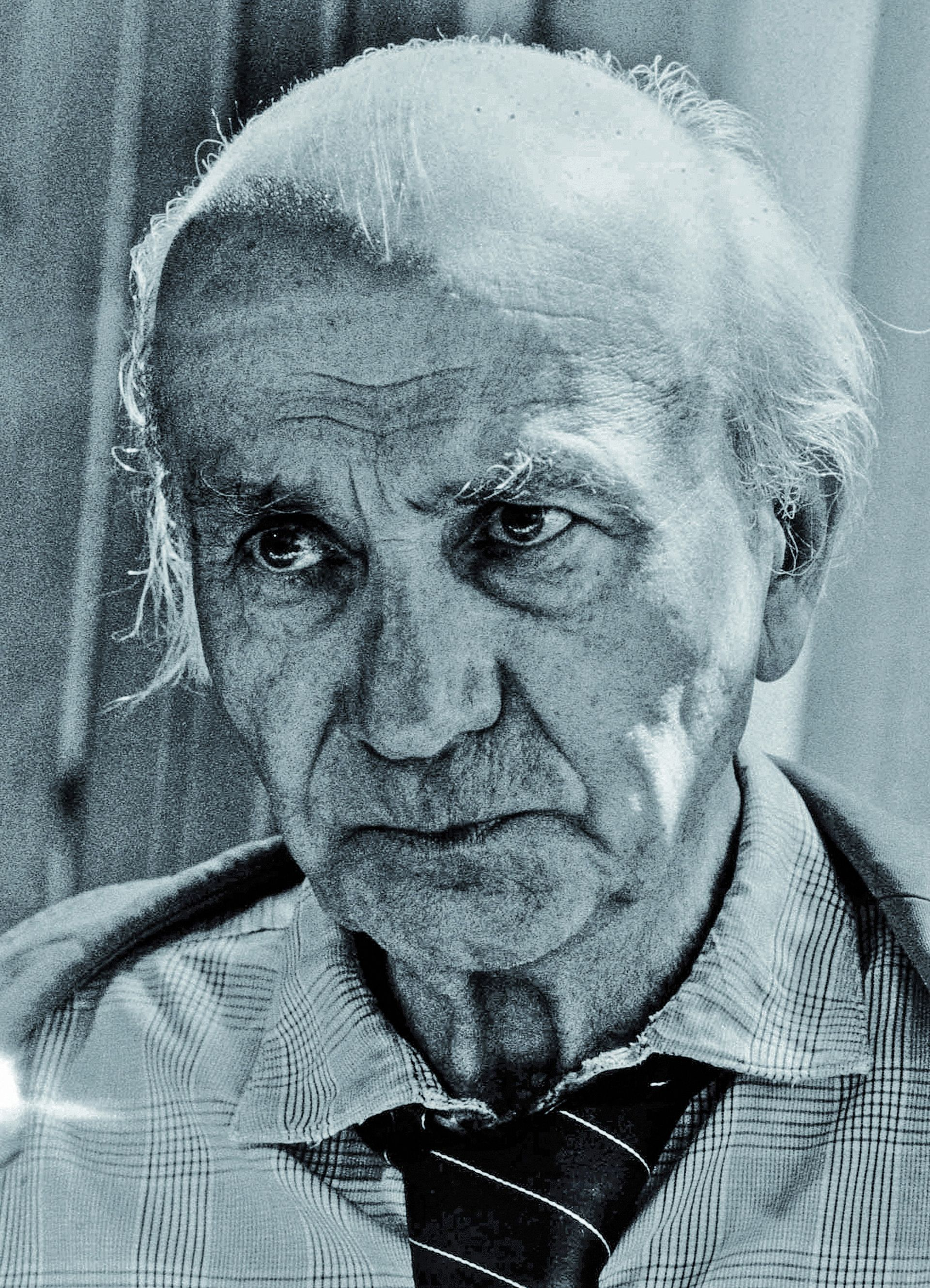
Illyés Gyula